# Michał Sarnicki
Michał Dominik Sarnicki (ur. 1983) – polski prawnik, dyplomata i urzędnik, konsul generalny RP w Montrealu (2023–2024).

## Życiorys
Michał Sarnicki ukończył studia na Wydziale Prawa i Administracji Uniwersytetu Warszawskiego (2009). Studiował także na Wydziale Prawa Uniwersytetu w Konstancji. W 2014 uzyskał tytuł zawodowy adwokata.
Praktykował w kancelarii adwokackiej. W 2008 rozpoczął pracę w służbie cywilnej. Pracował w Departamencie Współpracy Międzynarodowej Ministerstwa Sprawiedliwości, gdzie zajmował się między innymi kwestiami z zakresu prawa prywatnego międzynarodowego oraz prawa Unii Europejskiej. Był m.in. polskim przedstawicielem w Europejskiej Sieci Współpracy Legislacyjnej oraz członkiem grup roboczych Europejskiej Sieci Sądowej.
Po ukończeniu aplikacji dyplomatyczno-konsularnej związał się zawodowo z Ministerstwem Spraw Zagranicznych, gdzie doszedł do stanowiska zastępcy dyrektora Biura Spraw Osobowych. W ramach MSZ pracował także w Referacie Polityczno-Ekonomicznym Ambasady RP w Rydze, Departamencie Prawno-Traktatowym, Biurze Dyrektora Generalnego oraz w Biurze Prawnym. W 2010 został mianowanym urzędnikiem służby cywilnej.
Od września 2023 do ok. połowy 2024 pełnił funkcję Konsula Generalnego RP w Montrealu.